# Региони Француске
Региони су административне јединице Француске, од којих су 21 у континенталном делу Француске, један регион је острво Корзика, док су преостала четири прекоморска. Региони у континенталној Француској су даље подељени у од 1 до 8 департмана. Један регион обухвата просечно 4 департмана. Просечна површина региона у континенталној Француској је 25.809 km². Према попису из 2004. просечан број становника региона у континенталној Француској је износио 2.329.000 становника.